# Von morgens bis mitternachts
Von morgens bis mitternachts er en tysk stumfilm fra 1920 af Karlheinz Martin.

## Medvirkende
- Ernst Deutsch
- Roma Bahn
- Adolf Edgar Licho
- Hans Heinrich von Twardowski
- Frida Richard
- Eberhard Wrede
- Hugo Döblin
- Lotte Stein